# Weiler (Ortsname)
Weiler ist ein Ortsname. Er bezieht sich auf kleine Ansiedlungen und ist vor allem im Südwesten des deutschen Sprachraums verbreitet, oft in der Schreibweise vor der Lautverschiebung, Wil oder Wiler.

## Namenkunde

### Herkunft
Das Wort Weiler und der Ortsname Weiler werden von einigen auf das lateinische Wort villa, villarium ‚Landgut‘ zurückgeführt, von anderen hingegen auf das germanisch-althochdeutsche wilari ‚Gehöft‘ (aus hwilan (sprich [ˈxwiː.lɑn] «chwilan») ‚verweilen‘).
Eine andere Etymologie liegt aber Weilheim und ähnlichen Bildungen zugrunde. Hier ist die Standardbildung auf einen Personennamen der Wurzel Wil (wie in Wilhelm) anzunehmen: ‚Hof des Wil‘. So wurde Weilheim in Baden 929 als wilhaim urkundlich erwähnt, das benachbarte Nöggenschwiel 1279 als villa noecherswiler.

### Verbreitung

Verbreitung des spätlateinischen villare in Frankreich

Verbreitung des spätlateinischen villa in Frankreich

Der Begriff Weiler verbreitet sich seit dem frühen Mittelalter im deutschen Sprachraum – ab dem 7. Jahrhundert (Fränkische Landnahme) bis zum 9. Jahrhundert (Erweiterungen des Frankenreiches auf Bayern, später auch Österreich und Sachsen). Das Wort nimmt nur teilweise an der neuhochdeutschen Diphthongierung i(e) → ei teil.
Sprachlich verwandt sind die besonders in der Schweiz und im Elsass häufig anzutreffenden Ortsbezeichnungen mit den Suffixen -wil(l/er), -wyl, -viller (-viller(s) oder -villier(s) in Nordfrankreich).
In Frankreich sind alte Ortsnamen auf -viller(s), -villier(s), -villar(d), -ville im stark fränkisch beeinflussten Norden häufig – und zwar gerade bei Dörfern, die fast immer mit einem germanischen Personennamen als erstem Bestandteil verbunden sind. In West-, Mittel- und Südostfrankreich tragen dagegen nur wenige relativ neue Städte Namen auf -ville, entsprechend dem heutigen Allgemeinbegriff ville ‚Stadt‘.

### Varianten und Ableitungen
Verwandte Formen:
- -weil, -weiler
- -weier, -weiher
- -wil, -wiler, -willer
- -wyl, -wyhl, -wyhler, -wyhler
- -viller

Weiler taucht auch als Bestandteil in zusammengesetzten Ortsnamen auf, zum Beispiel:
- Ahrweiler, Weilerswist, Holzweiler

Viele Nachnamen von Personen beziehen sich ursprünglich auf einen Ort mit einem solchen Namen (Herkunftsnamen), zum Beispiel:
- Rothweiler, Weilerspacher, Wieler, Eckenschwyler, Leutwyler[1]

## Orte und Ortsteile namens Weiler

### Deutschland

#### Baden-Württemberg
- Weiler an der Eck, Weiler der Gemeinde Stödtlen im Ostalbkreis
- Weiler an der Zaber, Ortsteil der Gemeinde Pfaffenhofen, Landkreis Heilbronn
- Weiler in den Bergen, Stadtteil und Dorf von Schwäbisch Gmünd, Ostalbkreis
- Weiler ob der Fils, Stadtteil und Dorf von Ebersbach an der Fils, Landkreis Göppingen
- Weiler ob Helfenstein, Stadtteil und Weiler von Geislingen an der Steige, Landkreis Göppingen
- Weiler zum Stein, Gemeindeteil von Leutenbach, Rems-Murr-Kreis
- Weiler (Backnang), vermutete Ortswüstung im Stadtteil Steinbach von Backnang im Rems-Murr-Kreis, Baden-Württemberg
- Weiler (Berg), Weiler der Gemeinde Berg, Landkreis Ravensburg
- Weiler (Blaubeuren), Stadtteil und Dorf von Blaubeuren, Alb-Donau-Kreis
- Weiler (Creglingen), Weiler im Stadtteil Blumweiler von Creglingen, Main-Tauber-Kreis
- Weiler (Jagstzell), Wohnplatz der Gemeinde Jagstzell, Ostalbkreis, Baden-Württemberg
- Weiler (Keltern), Gemeindeteil und Dorf von Keltern, Enzkreis
- Weiler (Königsfeld), Ortsteil und Dorf der Gemeinde Königsfeld im Schwarzwald, Schwarzwald-Baar-Kreis
- Weiler (Löffingen), Einzelgehöft im Stadtteil Dittishausen von Löffingen, Landkreis Breisgau-Hochschwarzwald
- Weiler (Moos), Gemeindeteil und Dorf von Moos, Landkreis Konstanz
- Weiler (Obersulm), Ortsteil der Gemeinde Obersulm, Landkreis Heilbronn
- Weiler (Obersontheim), Weiler im Ortsteil Mittelfischach der Gemeinde Obersontheim, Landkreis Schwäbisch Hall
- Weiler (Rainau), Weiler im Gemeindeteil Dalkingen von Rainau, Ostalbkreis
- Weiler (Rottenburg), Stadtteil und Dorf von Rottenburg am Neckar, Landkreis Tübingen
- Weiler (Schorndorf), Stadtteil von Schorndorf, Rems-Murr-Kreis
- Weiler (Sinsheim), Stadtteil und Dorf von Sinsheim, Rhein-Neckar-Kreis
- Weiler (Sulzbach-Laufen), Weiler im Ortsteil Laufen der Gemeinde Sulzbach-Laufen, Landkreis Schwäbisch Hall
- Weiler (Wangen), Weiler im Stadtteil Leupholz von Wangen im Allgäu, Landkreis Ravensburg

#### Bayern
- Weiler am See, Weiler der Stadt Feuchtwangen, Landkreis Ansbach
- Weiler im Allgäu, Gemarkung der Gemeinde Weiler-Simmerberg, Landkreis Lindau (Bodensee)

- Weiler-Simmerberg, Markt im Landkreis Lindau (Bodensee)
- Weiler (Bessenbach), Einöde der Gemeinde Bessenbach, Landkreis Aschaffenburg
- Weiler (Bidingen), Weiler der Gemeinde Bidingen, Landkreis Ostallgäu
- Weiler (Eppishausen), Dorf der Gemeinde Eppishausen, Landkreis Unterallgäu
- Weiler (Fischen im Allgäu), Dorf der Gemeinde Fischen im Allgäu, Landkreis Oberallgäu
- Weiler (Neu-Ulm), Einöde der Stadt Neu-Ulm, Landkreis Neu-Ulm
- Weiler (Osterberg), Kirchdorf der Gemeinde Osterberg, Landkreis Neu-Ulm
- Weiler (Rohr), Dorf der Gemeinde Rohr, Landkreis Roth
- Weiler (Waltenhausen), Kirchdorf der Gemeinde Waltenhausen, Landkreis Günzburg
- Weiler Niederrieden, Weiler der Gemeinde Niederrieden, Landkreis Unterallgäu

- Weiler (Wüstung, Rehweiler), Ortswüstung in der Gemarkung des Ortsteils Rehweiler, Gemeinde Geiselwind, Landkreis Kitzingen
- Weiler (Wüstung, Sixtenberg), Ortswüstung in der Gemarkung des Ortsteils Sixtenberg, Gemeinde Geiselwind, Landkreis Kitzingen

#### Brandenburg
- Weiler (Gerswalde), Gemeindeteil von Gerswalde, Landkreis Uckermark
- Weiler (Templin), Wohnplatz der Stadt Templin, Landkreis Uckermark

#### Nordrhein-Westfalen
- Weiler-Hausen und Weiler Langweiler, Ortsteile von Aldenhoven im Kreis Düren
- Köln-Volkhoven/Weiler, Ortsteil der kreisfreien Stadt Köln
- Weiler (Königswinter), Ortsteil von Königswinter im Rhein-Sieg-Kreis
- Weiler am Berge, Ortsteil von Mechernich im Kreis Euskirchen
- Weiler in der Ebene, Ortsteil von Zülpich im Kreis Euskirchen

#### Rheinland-Pfalz
- Weiler (bei Ulmen), Gemeinde im Landkreis Cochem-Zell
- Weiler (bei Mayen), Gemeinde im Landkreis Mayen-Koblenz
- Weiler bei Bingen, Gemeinde im Landkreis Mainz-Bingen
- Weiler bei Monzingen, Gemeinde im Landkreis Bad Kreuznach
- Weiler (Boppard), Stadtteil von Boppard, Rhein-Hunsrück-Kreis
- Weiler-Boppard, Weiler der Gemeinde Oberwesel, Rhein-Hunsrück-Kreis
- Weiler (Burgbrohl), Ortsteil von Burgbrohl, Landkreis Ahrweiler
- Weiler (Wüstung, Otterberg), Wüstung im heutigen Stadtgebiet von Otterberg, Landkreis Kaiserslautern

#### Saarland
- Weiler (Merzig), Stadtteil von Merzig, Landkreis Merzig-Wadern

### Österreich
- Weiler (Vorarlberg), Gemeinde im Bezirk Feldkirch, Vorarlberg
- Weiler (Gemeinde Lustenau), Ortsteil der Marktgemeinde Lustenau im Bezirk Dornbirn, Vorarlberg

### Belgien
- Weiler (französisch Weyler), Ortsteil von Arel, Provinz Luxemburg

### Frankreich
- Weiler (Wissembourg), Ortsteil der Stadt Wissembourg im Unterelsass
- Villé (dt. Weiler), Gemeinde im Unterelsass
- Viller (dt. Weiler), Gemeinde in Lothringen
- Willer (dt. Weiler), Gemeinde im Oberelsass
- Willer-sur-Thur (dt. Weiler), Gemeinde im Oberelsass

### Luxemburg
- Weiler (Pütscheid) (frz.Weiler-lès-Putscheid), Ort in der Gemeinde Pütscheid im Kanton Vianden
- Weiler (Wintger), Ort in der Gemeinde Wintger, im Kanton Clerf
- Weiler zum Turm (frz. Weiler-la-Tour), Ort und Gemeinde im Kanton Luxemburg

## Burgen des Namens
- Burg Weiler (Bechingen), abgegangene Burg bei Riedlingen-Bechingen im Landkreis Biberach in Baden-Württemberg
- Burg Weiler (Fischerbach), abgegangene Burg bei Fischerbach-Weiler im Ortenaukreis in Baden-Württemberg
- Burg Weiler (Moos), abgegangene Burg bei Moos-Weiler im Landkreis Konstanz in Baden-Württemberg
- Burg Weiler (Münzdorf), abgegangene Burg bei Hayingen-Münzdorf im Landkreis Reutlingen in Baden-Württemberg
- Höhlenburg Weiler (Heidenloch), Burgruine bei Beuron im Landkreis Sigmaringen in Baden-Württemberg
- Burg Weiler (Rainau), abgegangene Burg in Rainau-Dalkingen, Ortsteil Weiler, im Ostalbkreis in Baden-Württemberg
- Burg Weiler, auch Burg Mandach genannt, abgegangene Burg bei Riedern am Wald, Kreis Waldshut, Baden-Württemberg